# Никола Вапцаров
Никола Йонков Вапцаров (1909 – 1942) е български поет, чието творчество е предимно със социална и хуманна тематика. Единствената издадена приживе стихосбирка на Вапцаров, озаглавена „Моторни песни“, излиза през 1940 г. Превеждана е на редица езици. Вапцаров сътрудничи на нелегалната тогава Българска комунистическа партия и е активен антифашист. В резултат на политиката на Коминтерна и директивите на БКП е повлиян от идеите на македонизма.
През 1942 г. е арестуван и осъден на смърт по силата на Закона за защита на държавата за организиране на подривна дейност срещу установения държавен ред по време на война. Посмъртно е амнистиран след 1944 г.

## Биография

### Ранни години
Никола Вапцаров е роден на 7 декември (24 ноември стар стил) 1909 г. в град Банско, тогава все още в рамките на Османската империя. Баща му е войводата на ВМРО Йонко Вапцаров, а майка му Елена Везюва със съдействието на американската мисионерка мис Стоун завършва американския колеж в Самоков и по-късно става протестантска мисионерка и учителка.
Като юноша той попада под силното влияние на руснака д-р Борис Майлер, който живее от 1919 г. в къщата на Йонко Вапцаров като белогвардейски емигрант, оказал се (според по-късни улики) болшевишки агент на НКВД. След провала на Септемврийското въстание през 1923 г. той бяга обратно в СССР. Предполага се, че е внедрен да реализира проекта за създаване на ляво крило на ВМРО, т.нар. ВМРО (обединена). Неговият образ и влияние върху възпитанието на юношата Никола в духа на комунистическата вяра се изтъква във всички мемоари на Вапцаровата фамилия, издадени след 9 септември 1944 г.
От друга страна, къщата в Банско е посещавана от видни интелектуалци (поетите Пейо Яворов и Елисавета Багряна, художниците Константин Щъркелов, Иван Пенков и др.) и от короновани особи: цар Фердинанд, Вилхелм II, Борис III. През 20-те и 30-те години на ХХ век семейство Вапцарови има достъп в двореца; запазени са групови снимки на юношата Никола с цар Борис ІІІ и обкръжението му.
Вапцаров учи в гимназията в Разлог (1924 – 1926), след това в Морското машинно училище във Варна (1926 – 1932), по-късно наречено на негово име. Той е на учебна практика първоначално на кораба „Дръзки“, а през април и май 1932 г. с кораба „Бургас“ посещава Цариград, Фамагуста, Александрия, Бейрут, Порт Саид и Хайфа. При завършването на училището е произведен в ранг офицерски кандидат и получава диплом за машинен техник.

### Работа
След дипломирането си Вапцаров постъпва на работа във фабриката на „Българска горска индустрия“ АД в село Кочериново – като огняр и после механик. Избран е за председател на професионалното дружество, защитаващо правата на работниците. Едновременно с това организира, пише и играе роли в любителски театър. Сключва брак с Бойка Вапцарова и им се ражда син, Йонко, но скоро детето се разболява и умира. През 1936 г. след авария е уволнен от фабриката. Премества се в София, където дълго време не успява да си намери работа, но Бойка започва да работи като чиновничка в една банка. От 1936 до 1938 г. Вапцаров работи за кратко като техник във фабриката на братя Бугарчеви, а след това като огняр в Българските държавни железници и в Софийския общински екарисаж. През септември 1940 г. Вапцаров напуска екарисажа и след краткотрайна работа (около месец) в една изпитателна станция я напуска, оставайки безработен.

### Подривна и противодържавна дейност
Вапцаров, който е с леви убеждения, в началото на Втората световна война се занимава с просъветска дейност. През ноември 1940 по време на Соболевата акция той заминава за Банско, където става организатор на събирането на подписи в подкрепа на съюзен договор със СССР. На 12 декември в дома на Вапцарови в град Банско е направен обиск и поетът е арестуван, след като у него са намерени компрометиращи материали. През втората половина на декември той е освободен под гаранция до разглеждане на преписката от прокурора. В първите дни на юни 1941 г. Вапцаров е арестуван отново и от София е откаран и затворен в Разложкото полицейско управление във връзка с образуваното там наказателно дело по участието му в Соболевата акция. Полицията го интернира за три месеца в Годеч до произнасянето на съда. При организирания процес по реда на Закона за защита на държавата (ЗЗД) го намират за невинен и той е оправдан. Междувременно СССР е нападнат през юни 1941 г. от Германия, и след като се завръща в София на 31 август, Вапцаров започва да търси контакти за участие в съпротивата. Така се свързва с Цвятко Радойнов, който е влязъл нелегално в страната начело на една от няколко групи съветски диверсанти през лятото на 1941 г. Радойнов става ръководител на „минноподривната комисия“ към ЦК на БРП(к), чиято задача е да организира извършването на саботажна дейност срещу държавните институции в България и немските войски, разположени в Царството. Никола Вапцаров е назначен за деловодител на „минноподривната комисия“ и за дейността си получава средства, с които издържа семейството си, тъй като подривната организация е финансирана от СССР.
През март 1942 г. след продължителни агентурни действия полицията извършва арести на над 750 комунисти и безпартийни нелегални. Впоследствие около 60 от тях стават подсъдими по делото, станало известно като процес срещу ЦК на БРП. Повдигнати са им обвинения по реда на ЗЗД – за сътрудничество и помагателство на терористична група, финансирана от чужда държава във време на война, и за организиране на дейност, целяща насилствена промяна на установения държавен ред в Царство България, както и за подривна дейност срещу съюзническите немски войски. Вапцаров е арестуван на 4 март и след мъчения в ареста признава за нелегалната си дейност. При последвалия обиск в дома му са открити пистолет, шифровани записки, агитационни материали и други доказателства, уличаващи го в конспиративна дейност. На 6 юли 1942 г. започва процесът. Протоколът от откритото заседание на Софийския военен съд от 6 юли 1942 г. показва, че пред съда Вапцаров се отрича от показанията си, дадени при разследването. На 23 юли той е осъден на смърт и още същата вечер бива разстрелян, заедно с Антон Иванов, Антон Попов, Петър Богданов, Георги Минчев и Атанас Романов на Гарнизонното стрелбище в София. Молба на Вапцаров за помилване е представена на Борис III, но бива отклонена.
Брат му Борис Вапцаров също е активист на комунистическото движение в България, и в процеса срещу ЦК на БРП е призован за свидетел.

## Творчество
Вапцаров редактира вестник „Литературен критик“ (1941). Публикува във вестниците „Кормило“ (1936), „Нова камбана“ (1937), „Светлоструй“ (1939), „София“ (1941), сп. „Занаятчийска беседа“ (1937 – 41) и др. През 1937 г. печели конкурс на сп. „Летец“ за художествено произведение с въздухоплавателен сюжет със стихотворението си „Романтика“. Приживе Вапцаров издава само една стихосбирка – „Моторни песни“ (1940) – под името Никола Йонков. Освен това пише пътеписи, разкази, критика, произведения за деца и една пиеса. Някои от материалите са публикувани в периодичния печат, но най-много е издаван след смъртта си.
- Стихосбирка: „Моторни песни“[18]
- Стихотворения: „Вяра“, „Двубой“, „Пролет“, „История“, „Селска хроника“, „Писмо“, „Романтика“, „Кино“, „Доклад“, „Ботев“, „Хроника“, „Борбата е безмилостно жестока“, „Прощално“ и др.[19]
- Драма: Вълната, която бучи[20]

## Възгледи по македонския въпрос
Никола Вапцаров е роден и израснал в средата на бански родолюбци. Баща му участва в българското националноосвободително движение в Македония и активно работи за българщината. Самият Вапцаров, както в годините на обучението си във Варна, така и след това, проявява българското си национално съзнание, но и горещ романтичен патриотизъм. Впоследствие, като прокомунистически ориентиран младеж, той е повлиян силно от тезата на Коминтерна по Македонския въпрос от 1934 година – за създаване на отделна народност на базата на македонската етнографска група от българския народ. Става член на т. нар. Македонски литературен кръжок, инициативата за чието създаване е на Централния комитет на Работническия младежки съюз (РМС). В доклада му: „Върху Македония и задълженията на писателите македонци към нея...“, прочетен пред сбирка на кръжока през октомври 1938 г., се анализират задачите на „пишущите македонци“ за утвърждаване на „македонската кауза“. Вапцаров констатира, че съществуват благоприятни условия за „вербуване и насаждане“ на „македонско съзнание“, защото в „Сръбска и Гръцка Македония великобългарските утопии изстиват“. Последните изречения в доклада са: „Ние сме македонци. И нашето творчество трябва да бъде в служба на македонската кауза...“ Относно възгледите на кръжока по македонския въпрос, активистът Михаил Сматракалев по-късно отбелязва: „… ние тогава така вярвахме на партията, че тя като кажеше, че бялото е черно и ние го възприемахме като черно…“.
Когато по-късно осъзнава, че е станал проводник на политика, която има отрицателни последици, Вапцаров постепенно се завръща към българските си корени. През септември 1940 г. той в унисон с другите български писатели и поети възторжено посреща вестта за връщането на Южна Добруджа към България. През април 1941 г. по-голямата част от Македония е присъединена към Царство България и в еуфорията, обхванала цялата страна, Македонският литературен кръжок се саморазпуска. В броя си от 20 април 1941 г. седмичникът „Литературен критик“, чийто уредник е Вапцаров, приветства разгрома на Югославия от германските войски и честити обединението на целия български народ.
За отбелязване е, че Вапцаров пише само на книжовен български език (за сравнение Елин Пелин пише хумористични творби на родният си шопски говор, който е западен както повечето македонски), и не достига до опити за кодификация на отделен македонски език. В неговия доклад от 1938 г. въпросът за създаването на македонски книжовен език липсва. Отделно в полицейското му дознание са запазени обясненията му от 1940 г. където той се самоопределя като българин.
Според академик Димитър Митрев, сам участник в Македонския литературен кръжок, преселил се след войната в Скопие, „македонските емигранти“ в България, които се стремели да бъдат „македонски патриоти“ в „съзнанието и подсъзнанието си таели ненадживени следи от „великобългарски шовинизъм““. Такива „нюанси“ според него се забелязвали и в поетическите опити на Никола Вапцаров. В Република Северна Македония Вапцаров е смятан за етнически македонец, загинал като „мъченик“ заради „нацията си“, пренебрегвайки факта, че е действал в София и е бил съден и разстрелян заедно освен с Антон Попов и с петима комунисти с произход от Мизия и Тракия.

## Други
Фамилията на Никола Вапцаров произлиза от прякора на човека, от когото Йонко – бащата на Никола, купува къща с вапцарница (бояджийница). Йонко променя фамилното си име на Вапцаров.
Племенницата на поета, Мая Вапцарова, е известна кинорежисьорка и писателка.

## Критики и противоречия
В историографията за Вапцаров се различават два периода: до 1989 г. той е пропагандиран като образец на поет-комунист, а след 1989 г. се разкриват нови факти за живота му и образът му придобива по-противоречиви измерения. Автори, като журналистката Даниела Горчева, дори го обвиняват в тероризъм, държавна измяна и национално предателство, а творбите му определят като чисто пропагандни, и с някои изключения – лишени от художествена стойност.

## Памет
Днес името на Вапцаров носят организации, училища, читалища и много други, сред които булевард „Никола Й. Вапцаров“ в София (Карта).
Стихотворенията му са преведени на над 90 езика.

### Награди
На конгресите на Световния съвет на мира в Париж и Прага през 1949 г. са учредени международни награди за мир, които да се раздават на изтъкнати радетели и борци за мир срещу войната. Вапцаров е удостоен посмъртно с тази престижна международна награда, наред с други лауреати. На 3 декември 1953 г. по време на Втория конгрес на мира почетният знак на наградата и грамотата са предадени на майка му Елена Вапцарова.
През 1937 г. е обявен първият конкурс на Радио „София“ за оригинална радиопиеса. Малко известно е, че Никола Вапцаров печели втора награда на този конкурс с едноактната драма „Бент“, която остава незаписана.

### Музеи
Къщата, в която поетът живее със семейството си след 1912 г. в гр. Банско, e музей. Квартирата на поета в гр. София също е музей. През 2003 г. част от постройките на гарнизонното стрелбище в София са реставрирани и превърнати в музей, посветен на жертвите на политическо насилие в България. Доста от експонатите в музея са свързани с Вапцаров, който на 23 юли 1942 г. е разстрелян тук, заедно с други антифашисти. Сред реставрираните помещения е тунелът, в който е извършен разстрела. От 2004 г. гарнизонното стрелбище функционира в списъка с паметници на културата с национално значение.
Стихотворения му посвещават Дамян Дамянов, Елисавета Багряна, албанският поет Марк Гуракуки. Багряна често е обвинявана, че не се е застъпила за Вапцаров след арестуването му. Тя е посочена от Вапцаров за свидетел в съда. От нея е била поискана критическа оценка на значимостта на поезията му, на базата на която е щяло да се прецени дали той заслужава да бъде помилван. Тя не пожелала да се ангажира с това. „Вапцаров“ на Дамянов намеква за тези събития.
През 2012 г. е открита възстановена паметна плоча на поета във Варна.

### Скандал около гроба
Гробът на Никола Вапцаров на Софийските централни гробища е практически унищожен. Гранитната плоча върху гроба на Вапцаров е разбита на малки парчета. С киселина е заличено и името на поета от надписа на мраморната плоча. На мястото, според един от гробарите, са останали само костици от черепа и крайниците. Формалният повод е, че през ноември 2008 г. в гроба на поета е погребана негова племенница, без за това да са уведомени останалите наследници. Няма яснота кой и защо е дал разрешение. Съществува теория, че костите на поета са били откраднати и продадени в Северна Македония.

### Честване на 100-годишнината от рождението
По повод 100-годишнината от рождението на Никола Вапцаров посолството и Културно-информационният център на България в Скопие организират „Вапцарова вечер“, в която участват Румяна Пашалийска – директор на Националния литературен музей в София, и Димитър Христов, директор на Културно-информационния център. Представени са нови издания на творби от Вапцаров, между които фототипното издание на стихосбирката „Моторни песни“, „Стихотворения за деца“ и ЦД от Златния фонд на БНР.
През 2009 г. Българското национално радио и Министерството на културата издават компакт-диска „Никола Вапцаров в слово и музика от Златния фонд на БНР“, съдържащ записи на рецитация на стиховете на Вапцаров и песни по негови текстове, изпълнени от актьори и певци.

### В културата
- През 1953 година в НР България е заснет, а на 11 януари 1954 година е прожектиран за пръв път игралният филм „Песен за човека“, кръстен на най-известното стихотоворение на поета, с режисьор Борислав Шаралиев, сценарист Христо Ганев, а ролята на Вапцаров е изиграна от Динко Динев.
- През 1977 година в Социалистическа република Македония по Телевизия „Скопие“ е излъчен драматичен филм със същото име, режисиран от Душко Наумовски, със сценарист Славко Димевски, а главната роля е изиграна от Дарко Дамевски.